# Dorotis
 (février 2019).
Dorotis est un officier de garde byzantin (armiger) du vie siècle, actif pendant le règne de l'empereur Justinien Ier (527-565). Sous Jean Troglita, il participe à l'expédition hivernale de 546/547 qui entraîne la défaite du chef berbère Antalas. À l'été 547, il combat avec les autres gardes du corps de Troglita (Ariarith, Bulmitzis et Jean) lors de la bataille de Marta et, en 548, il assiste à la bataille des Champs de Caton.